# Clypeodytes migrator
Clypeodytes migrator is een keversoort uit de familie van de waterroofkevers (Dytiscidae). De wetenschappelijke naam van de soort werd voor het eerst geldig gepubliceerd in 1882 door David Sharp.
De kever komt vooral voor aan de kust van Queensland in Australië, maar wordt ook gezien in de kustgebieden van New South Wales en Northern Territory.